# 宍戸駅
宍戸駅（ししどえき）は、茨城県笠間市大田町にある東日本旅客鉄道（JR東日本）水戸線の駅である。

## 歴史
当初は西茨城郡太田町村にあったため太田町駅（おおたまちえき）と命名されたが、開業3ヶ月後に宍戸町が発足したため、駅名も宍戸駅に改称された。

### 年表
- 1889年（明治22年）
  - 1月16日：水戸鉄道の太田町駅として開設[2]。
  - 5月25日：宍戸駅に改称[2]。
- 1892年（明治25年）3月1日：譲渡に伴い日本鉄道に移管。
- 1906年（明治39年）10月31日：国有化[2]。
- 1909年（明治42年）10月12日：線路名称制定に伴い、水戸線の駅となる。
- 1959年（昭和34年）12月15日：貨物取扱廃止[2]。
- 1970年（昭和45年）
  - 3月1日：荷物扱い廃止[2]。
  - 4月1日：業務委託駅化（水戸線通運株式会社受託）[3]。
- 1987年（昭和62年）4月1日：国鉄分割民営化に伴い、JR東日本の駅となる[2]。
- 2001年（平成13年）11月18日：ICカード「Suica」供用開始。
- 2009年（平成21年）3月14日頃：発車メロディ導入。上り（下館・小山方面）は「Water Crown」、下り（友部・水戸方面）は「Gota del Vient」。
- 2019年（平成31年）
  - 3月16日：終日無人駅化。
  - 4月8日：笠間市による簡易委託で乗車券等発売再開。

## 駅構造
友部方面に向かって左側にある単式ホーム1面1線を有する地上駅。ホームはカーブしている。
水戸統括センター（友部駅）管理の簡易委託駅。簡易Suica改札機が設置されている。

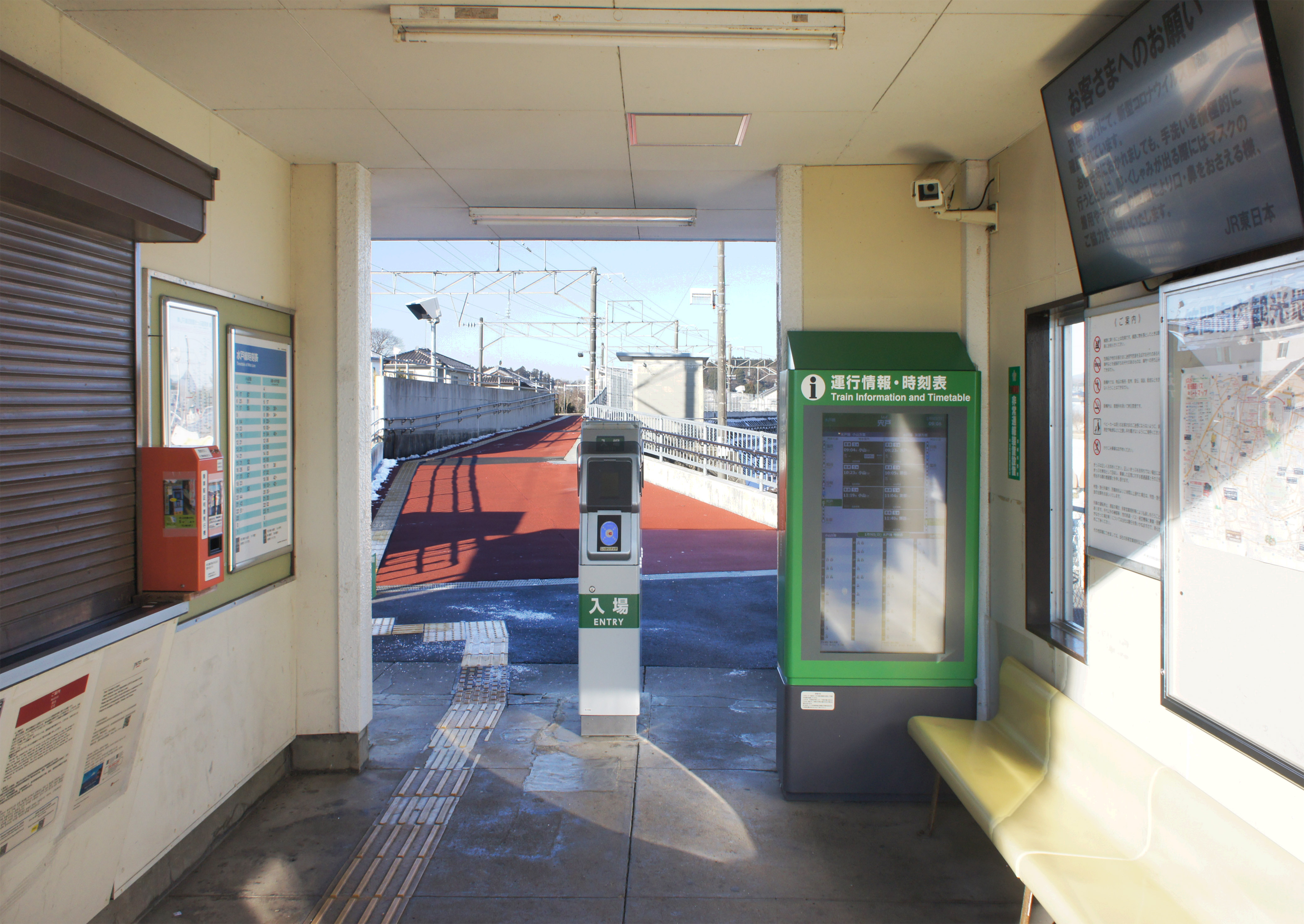
待合室内と改札口（2022年1月）
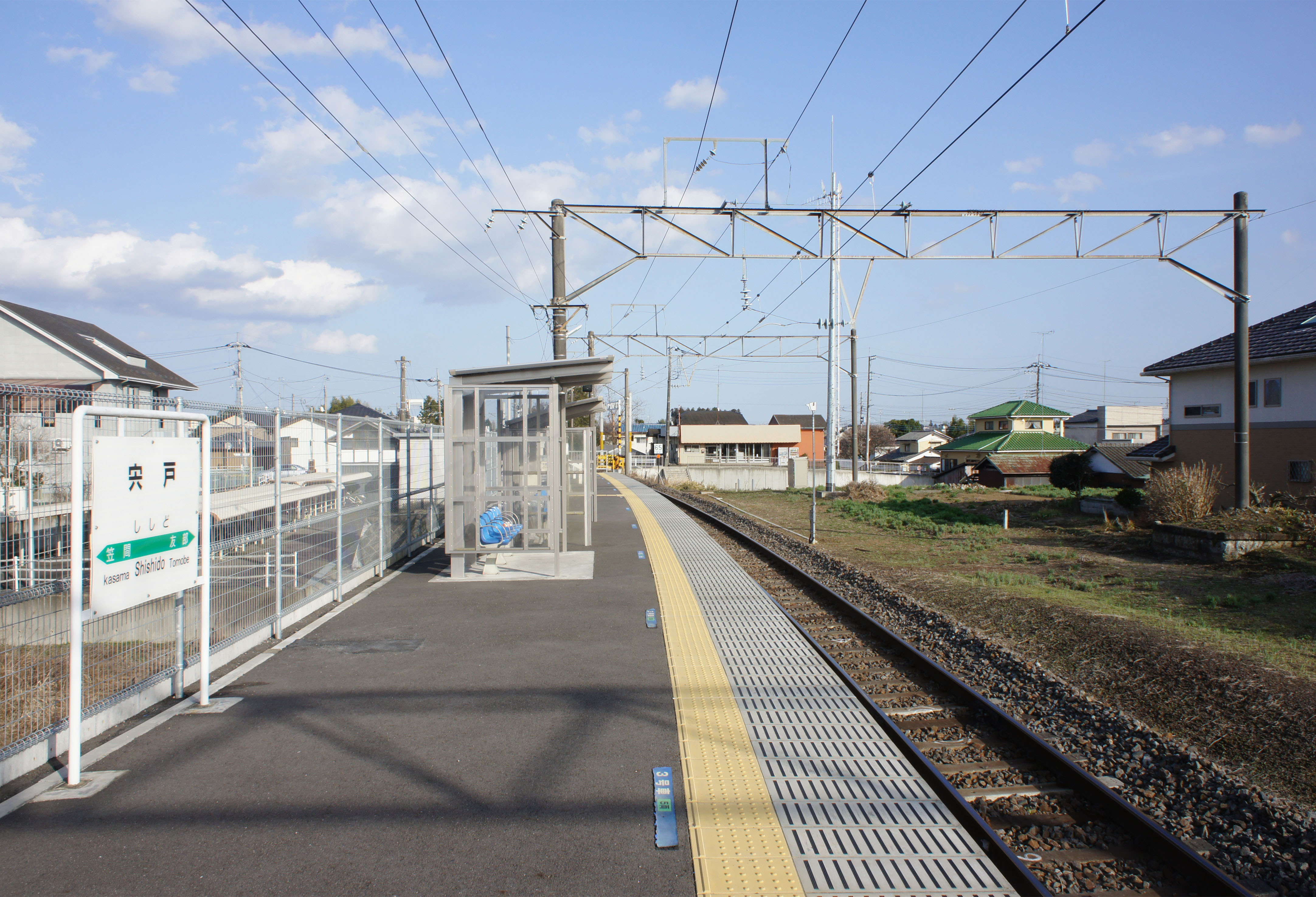
ホーム（2022年3月）

## 利用状況
JR東日本によると、2023年度（令和5年度）の1日平均乗車人員は200人である。
2000年度（平成12年度）以降の推移は以下の通り。なお、2018年度（平成30年度）の統計は非公開である。
| 乗車人員推移       | 乗車人員推移     | 乗車人員推移    |
| 年度               | 1日平均 乗車人員 | 出典            |
| ------------------ | ---------------- | --------------- |
| 2000年（平成12年） | 686              | [ 利用客数 2 ]  |
| 2001年（平成13年） | 643              | [ 利用客数 3 ]  |
| 2002年（平成14年） | 621              | [ 利用客数 4 ]  |
| 2003年（平成15年） | 599              | [ 利用客数 5 ]  |
| 2004年（平成16年） | 582              | [ 利用客数 6 ]  |
| 2005年（平成17年） | 585              | [ 利用客数 7 ]  |
| 2006年（平成18年） | 567              | [ 利用客数 8 ]  |
| 2007年（平成19年） | 529              | [ 利用客数 9 ]  |
| 2008年（平成20年） | 522              | [ 利用客数 10 ] |
| 2009年（平成21年） | 513              | [ 利用客数 11 ] |
| 2010年（平成22年） | 501              | [ 利用客数 12 ] |
| 2011年（平成23年） | 458              | [ 利用客数 13 ] |
| 2012年（平成24年） | 443              | [ 利用客数 14 ] |
| 2013年（平成25年） | 454              | [ 利用客数 15 ] |
| 2014年（平成26年） | 411              | [ 利用客数 16 ] |
| 2015年（平成27年） | 412              | [ 利用客数 17 ] |
| 2016年（平成28年） | 391              | [ 利用客数 18 ] |
| 2017年（平成29年） | 404              | [ 利用客数 19 ] |
| 2018年（平成30年） | 非公表           |                 |
| 2019年（令和元年） | 336              | [ 利用客数 20 ] |
| 2020年（令和02年） | 262              | [ 利用客数 21 ] |
| 2021年（令和03年） | 206              | [ 利用客数 22 ] |
| 2022年（令和04年） | 187              | [ 利用客数 23 ] |
| 2023年（令和05年） | 200              | [ 利用客数 1 ]  |

## 駅周辺
駅前に若干空地はあるが、殆どが住宅地である。友部高校の最寄駅で、朝夕通学時間帯は学生客で賑わう。
2011年に、笠間市によって駅舎外側に公衆トイレが設置された。
- 市営宍戸駅自転車駐車場
- 国道355号
- 北関東自動車道 友部IC
- 北関東自動車道 友部SA
- 茨城県立友部高等学校
- 笠間市立宍戸小学校
- 北山公園
- 茨城県教育研修センター
- 宍戸郵便局

## 隣の駅
東日本旅客鉄道（JR東日本）
■水戸線
笠間駅 - 宍戸駅 - 友部駅

### 利用状況
1. 1 2  “各駅の乗車人員（2023年度）”.   東日本旅客鉄道. 2024年7月21日閲覧。
2. ↑  “各駅の乗車人員（2000年度）”.   東日本旅客鉄道. 2019年3月10日閲覧。
3. ↑  “各駅の乗車人員（2001年度）”.   東日本旅客鉄道. 2019年3月10日閲覧。
4. ↑  “各駅の乗車人員（2002年度）”.   東日本旅客鉄道. 2019年3月10日閲覧。
5. ↑  “各駅の乗車人員（2003年度）”.   東日本旅客鉄道. 2019年3月10日閲覧。
6. ↑  “各駅の乗車人員（2004年度）”.   東日本旅客鉄道. 2019年3月10日閲覧。
7. ↑  “各駅の乗車人員（2005年度）”.   東日本旅客鉄道. 2019年3月10日閲覧。
8. ↑  “各駅の乗車人員（2006年度）”.   東日本旅客鉄道. 2019年3月10日閲覧。
9. ↑  “各駅の乗車人員（2007年度）”.   東日本旅客鉄道. 2019年3月10日閲覧。
10. ↑  “各駅の乗車人員（2008年度）”.   東日本旅客鉄道. 2019年3月10日閲覧。
11. ↑  “各駅の乗車人員（2009年度）”.   東日本旅客鉄道. 2019年3月10日閲覧。
12. ↑  “各駅の乗車人員（2010年度）”.   東日本旅客鉄道. 2019年3月10日閲覧。
13. ↑  “各駅の乗車人員（2011年度）”.   東日本旅客鉄道. 2019年3月10日閲覧。
14. ↑  “各駅の乗車人員（2012年度）”.   東日本旅客鉄道. 2019年3月10日閲覧。
15. ↑  “各駅の乗車人員（2013年度）”.   東日本旅客鉄道. 2019年3月10日閲覧。
16. ↑  “各駅の乗車人員（2014年度）”.   東日本旅客鉄道. 2019年3月10日閲覧。
17. ↑  “各駅の乗車人員（2015年度）”.   東日本旅客鉄道. 2019年3月10日閲覧。
18. ↑  “各駅の乗車人員（2016年度）”.   東日本旅客鉄道. 2019年3月10日閲覧。
19. ↑  “各駅の乗車人員（2017年度）”.   東日本旅客鉄道. 2019年3月10日閲覧。
20. ↑  “各駅の乗車人員（2019年度）”.   東日本旅客鉄道. 2020年7月12日閲覧。
21. ↑  “各駅の乗車人員（2020年度）”.   東日本旅客鉄道. 2021年7月24日閲覧。
22. ↑  “各駅の乗車人員（2021年度）”.   東日本旅客鉄道. 2022年8月7日閲覧。
23. ↑  “各駅の乗車人員（2022年度）”.   東日本旅客鉄道. 2023年7月10日閲覧。